# Ikuo Matsumoto
Ikuo Matsumoto (født 3. november 1941) er en japansk fodboldspiller.

## Japans fodboldlandshold
| Japans landshold | Japans landshold | Japans landshold |
| År               | Kmp              | Mål              |
| ---------------- | ---------------- | ---------------- |
| 1966             | 4                | 1                |
| 1967             | 3                | 0                |
| 1968             | 2                | 0                |
| 1969             | 2                | 0                |
| Total            | 11               | 1                |